# Berg-Wacholder
Der Berg-Wacholder (Juniperus monticola) ist eine Pflanzenart aus der Familie der Zypressengewächse (Cupressaceae). Er ist in Mexiko und im Westen Guatemalas heimisch.

## Beschreibung
Der Berg-Wacholder wächst als immergrüner Strauch oder Baum der Wuchshöhen von bis zu 10 Metern erreichen kann. Die Strauchform hat gewundene Äste und eine ausladende oder niederliegende Gestalt. Die abgeflachte bis breit konische Krone der Bäume wird von gerade abgehenden, verdrehten bis aufsteigenden Ästen gebildet. Die graue über graubraune bis zimt- oder hellbraune Stammborke wird 5 bis 10 Millimeter dick und blättert in länglichen, fasrigen Streifen oder Plättchen ab. Die Zweige haben eine rotbraune bis graubraune Rinde.
Die schuppenartigen, graugrünen bis grünen Blätter werden 1 bis 2 Millimeter lang und stehen gegenständig an den Zweigen. Sie haben fein gezähnte Blattränder und eine abgerundete Spitze. Auf manchen Blättern befindet sich eine auffällige Harzdrüse.
Der Berg-Wacholder ist zweihäusig-getrenntgeschlechtig (diözisch). Die Blütezeit liegt im Herbst. Die Beerenzapfen stehen an gebogenen Stielen und sind bei einem Durchmesser von 5 bis 10 Millimeter kugelig geformt. Sie haben ein weiches, saftiges Fruchtfleisch und sind zur Reife hin blauschwarz gefärbt und blaugrün bereift. Jeder der Beerenzapfen trägt zwei bis neun eckige und gefurchte Samen.

## Verbreitung und Standort
Das natürliche Verbreitungsgebiet des Berg-Wacholders liegt in Mexiko und West-Guatemala. Es umfasst in Mexiko die Bundesstaaten Coahuila, Distrito Federal, Guerrero, Hidalgo, Jalisco, México, Michoacán, Morelos, Nuevo León, Puebla, San Luis Potosí, Tamaulipas, Tlaxcala und Veracruz. In Guatemala kommt die Art im Departamento Huehuetenango vor.
Der Berg-Wacholder gedeiht in Höhenlagen von 2400 bis 4500 Metern. Er wächst in der subalpinen Vegetationsstufe auf felsigen Böden. Die Art bildet bis zur Baumgrenze Mischbestände mit Tannen (Abies), Eichen (Quercus) und Kiefern (Pinus). Oberhalb der Baumgrenze wächst sie zusammen mit Reitgräsern (Calamagrostis) und Schwingeln (Festuca).

## Systematik
Die Erstbeschreibung als Juniperus monticola erfolgte 1946 durch Maximino Martínez in Anales del Institutó de Biología de la Universidad Nacional Autonoma de México, Série Biologia, Band 17(1-2), Seiten 79–85. Weitere Synonyme für Juniperus monticola Martínez sind Cupressus sabinoides Kunth, Juniperus tetragona Schltdl. und Sabina tetragona (Schltdl.) Antoine.
Die Art wird in bis zu drei Formen unterteilt:
- Juniperus monticola f. compacta Martínez wächst als niederliegender Strauch der bis zu 1 Meter hoch werden kann. Die Form kommt in der Sierra Mojada sowie auf den Bergen Cerro Pelado, Ajusco, Nevado de Colima, Popocatépetl, Iztaccíhuatl, Tlaloc, Nevado de Toluca, Cerro Potosí, Malinche und Cofre de Perote vor. Sie wächst dort in Höhenlagen von 3000 bis 4500 Metern.[1] Die Form wird nach genetischen Untersuchungen von einigen Autoren auch als eigenständige Art Juniperus zanonii R.P.Adams (Syn.: Juniperus compacta (Martínez) R.P.Adams) angesehen.[5]
- Juniperus monticola f. monticola ist die Nominatform und wächst als ausladender Strauch oder Baum der Wuchshöhen von bis zu 10 Metern erreichen kann. Die Form kommt in allen Gebirgen im Verbreitungsgebiet in Höhenlagen von 2400 bis 4300 Metern vor.[1]
- Juniperus monticola f. orizabensis Martínez wächst als bis zu 1,5 Meter hoher Strauch. Die Form kommt auf dem Citlaltépetl, dem Cofre de Perote sowie auf dem Peña Nevada vor. Sie wächst in Höhenlagen von 3700 bis 4500 Metern.[1]

## Gefährdung und Schutz
Der Berg-Wacholder wird in der Roten Liste der IUCN als „nicht gefährdet“ eingestuft. Es wird jedoch darauf hingewiesen das eine erneute Überprüfung der Gefährdung notwendig ist.